# Cambres
Cambres es una freguesia portuguesa del concelho de Lamego, con 11,16 km² de superficie y 2.678 habitantes (2001). Su densidad de población es de 240,0 hab/km².